# إنت عمري (فلم 1964)
إنت عمري هو فيلمٌ لبنانيٌ أُنتج عام 1964. وقد ضمّ الفيلم عددأ من نجوم الغناء البارزين من سوريا ولبنان.

## قصة الفيلم
وجيه بك (عبد السلام النابلسي) رجل ثريٌ للغاية، لكنه لا يشعر بالسعادة، يحاول مساعدوه إسعاده باستقدام المغنين المشهورين. يُنقل إلى مستشفى الأمراض العقلية بعد ظهور في الشارع مرتدياً ملابس رومانية. ويتمنى الفقر ليشعر بالسعادة. ثم تظهر سهير فتغير حياته.

## الأغاني
أغاني الفيلم من تأليف ميشال طعمة، ومن تلحين وديع الصافي، وعفيف رضوان، وعبد الغني الشيخ.

## مصدر
صفحة الفيلم على قاعدة بيانات الأفلام العربية.

## روابط خارجية
- مقالات تستعمل روابط فنية بلا صلة مع ويكي بيانات
- إنت عمري على كاروهات